# Isoodon fusciventer
Isoodon fusciventer (західний коричневий бандикут) — вид сумчастих із родини бандикутових (Peramelidae). Зустрічається на південному заході Західної Австралії та називається Кенда (Quenda) у своєму рідному регіоні.

## Таксономія
Оригінальна назва таксону: Perameles fusciventer J. E. Gray, 1841. Потім вид вважали підвидом I. obesulus, від якого зрештою був відділений за результатами філогенетичних досліджень.

## Морфологічна характеристика
Зовні I. fusciventer неможливо відрізнити від I. obesulus. У них огрядна фігура, досить коротка конусоподібна мордочка, малі вуха. Волосяний покрив від темно-коричневого до темно-сірого, щетинисте волосся має чорні кінчики. Волосяний покрив на череві м'якший і світло-сірий, часто з жовтуватим відтінком. Довжина тіла від 28 до 36 см, плюс хвіст від 9 до 14.5 см. Вага від 400 до 1800 г. Дорослі самці на 40% важчі за самиць.
Краніометричні дані та відмінності в морфології зубів згадуються як діагностичні ознаки, які відрізняють згадані вище два види.

## Ареал
Ендемік південно-західного прибережжя Австралії.

## Спосіб життя
Веде переважно нічний спосіб життя і проводить день у гніздах із сухої трави та листя. Харчується переважно комахами та іншими безхребетними, плодами й насінням, додатково дрібними хребетними. Здобич, що живе в землі, I. fusciventer винюхує й викопує сильними передніми лапами.